# Württembergischer Landessportbund
Der Württembergische Landessportbund (WLSB) e. V. mit Sitz in Stuttgart ist der Dachverband für Sportvereine und Sportverbände in Württemberg. Als einziger der drei regionalen Sportbünde Baden-Württembergs strebt er laut Satzung eine einheitliche Sportorganisation in Baden-Württemberg an.

## Struktur des WLSB
Der Verband ist satzungsgemäß untergliedert in 24 Sportkreise. Zu den Hauptaufgaben zählen unter anderem die Selbstverwaltung des Sports und ein Lobbyistenverband für den Sport, Förderung des Sports für alle, insbesondere der Jugend durch sportliche und überfachliche Jugendarbeit. Durchführung der Sportförderung für Vereine und Verbände. Der WLSB ist ein Dienstleistungsverband und leistet professionelle Vorarbeit zur Unterstützung ehrenamtlicher Arbeit. Er bietet Service für Vereine, Fachverbände und Sportkreise, Interessensvertretung des Sports sowie Bündelung der Einzelinteressen. Der WLSB ist ein Sportentwicklungsverband und beschäftigt sich mit gesellschaftlichen Fragen in Bezug auf den Sport. Er entwickelt zukunftsorientierte Sportkonzepte und initiiert Modellprojekte. Des Weiteren bietet er seinen Mitgliedsvereinen vielfältige Bildungsangebote. Der WLSB ist zusammen mit seinen Sportfachverbänden einer der größten Bildungsträger im Land mit jährlich über 50.000 Lehrgangstagen für Übungs- und Jugendleiter, Trainer, Ehrenamtliche und Vereinsfunktionäre.
Grundlage der Verbandsarbeit ist die Satzung in der Fassung vom 8. Mai 2010. Neben den zwei badischen Sportbünden ist auch der Württembergische Landessportbund Mitglied im Landessportverband Baden-Württemberg. Darüber hinaus ist der WLSB Mitglied im Verein Sporthilfe Württemberg e. V.

### Präsidium und Vorstand
Das Präsidium wird vom Landessportbundtag gewählt. Es setzt sich zusammen aus dem Präsidenten, sechs Vizepräsidenten und dem Hauptgeschäftsführer.
Der Vorstand wird ebenfalls vom Landessportbundtag gewählt. Der WLSB-Vorstand setzt sich zusammen aus den acht Mitgliedern des Präsidiums, je sieben Vertretern der Mitgliedsverbände sowie Sportkreise und Mitgliedsvereine und je einem Vertreter des Frauenbeirats und der Württembergischen Sportjugend.

### Landessportbundtag
Der Landessportbundtag ist die Mitgliederversammlung nach BGB und höchstes Gremium des WLSB. Der Landessportbundtag tagt alle zwei Jahre. Er setzt sich zusammen aus den Delegierten der Sportfachverbände, der Sportverbände mit besonderer Aufgabenstellung, der Verbände für Wissenschaft und Bildung, der Sportkreise und Mitgliedsvereine, der Württembergischen Sportjugend und des Frauenbeirats. Des Weiteren setzt sich der Landessportbundtag aus den Mitgliedern des Präsidiums und des Vorstands, den Ehrenpräsidenten/Ehrenpräsidentinnen und den fünf Kassenprüfern zusammen.
Der Landesportbundtag wählt alle vier Jahre das Präsidium und den Vorstand des WLSB.
Der letzte Landessportbundtag fand am 23. Juni 2018 in Balingen statt.

## Geschäftsstelle

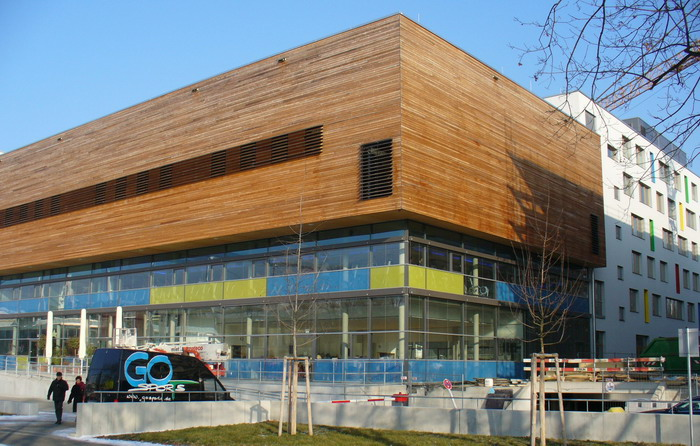
Das „Haus des Sports“ in Stuttgart, Geschäftsstelle des WLSB

Bis 2005 hatte die Geschäftsstelle ihren Sitz in der Goethestraße in Stuttgart-Mitte direkt neben dem Württembergischen Fußballverband (WFV). Seither benutzt die Geschäftsstelle des WLSB die Räumlichkeiten des SpOrt Stuttgarts (Haus des Sports) im NeckarPark in Stuttgart-Bad Cannstatt.

## Geschichte und Persönlichkeiten
Durch den Zusammenschluss des Landessportbundes Württemberg-Nord und des Landessportbundes Württemberg-Hohenzollern wurde der Württembergische Landessportbund e. V. am 25. November 1951 in Stuttgart gegründet. Der damalige Präsident des Deutschen Sportbundes, Willi Daume, reiste eigens nach Stuttgart-Bad Cannstatt an, um der Fusion der beiden Sportbünde zum Württembergischen Landessportbund e. V. gemeinsam mit dem Ministerpräsidenten von Nord-Württemberg, Reinhold Maier, und dem Staatspräsidenten von Süd-Württemberg, Gebhard Müller, beizuwohnen. Der Reutlinger Herbert Ammer wurde bei der Gründung des Württembergischen Landessportbundes im Kursaal in Bad Cannstatt mit großer Mehrheit zum ersten Präsidenten des WLSB gewählt.
Am 3. November 1973 erklärten die drei Sportbünde von Württemberg, Baden-Nord und Baden-Süd sowie 75 Sportfachverbände ihren Beitritt zum neu gegründeten Landessportverband Baden-Württemberg (LSV). Die Mitgliedschaft im LSV ist sozusagen ein sportpolitischer Schachzug: Hier die drei Sportbünde in Württemberg, Nord- und Südbaden als eigenständige Verbände anerkennen, dort die baden-württembergische Einheit des Sports gegenüber dem Land und dem Deutschen Sportbund signalisieren. Als erster Präsident des LSV wurde Hans Gmelin, Bundesvorsitzender des WLSB und Tübinger Oberbürgermeister, gewählt.
Zu den bekannten Personen an der Spitze des Württembergischen Landessportbundes zählen u. a. Hans Gmelin, Alfred Finkbeiner und  Klaus Tappeser.

## Landessportschulen und Bildungsstätten
Der Württembergische Landessportbund ist Träger der Landessportschule Albstadt und der Landessportschule Ruit.
Die im Jahr 1950 gegründete Landessportschule Albstadt ist ein Bildungs-, Trainings- und Sportzentrum. Ziel dieser Schule ist es, den Sportlerinnen und Sportlern einen Raum und Platz für Sport, Bildung und sportliche Begegnung zu bieten.
Gegründet 1948 auf Initiative der US-Militärregierung mit dem Ziel „einer ganzheitlichen Erziehung junger Leute durch das Zusammenwirken von politischer Bildung, Sport und musischer Erziehung zu Demokratie und Toleranz“, entwickelte sich die Landessportschule Ruit im Laufe der Jahre zu einer bedeutenden Stätte für den Sport. Zahlreiche Fort- und Ausbildungsreihen sowie Trainingslager verschiedener Sportarten werden hier durchgeführt.
Beide Landessportschulen und Bildungsstätten des WLSB fungieren unter anderem als Ausbildungsstätten für die Seminare des WLSB und der WSJ. Jedes Jahr können sich dort Vereinsfunktionäre, Ehrenamtliche und Sportler in den Bereichen Jugendarbeit, Vereinsmanagement, Sportpraxis, Angebote für Ältere im Sport sowie Schule und Sport aus- und fortbilden lassen.

## Verbandsmagazine
Mit Gründung des Landessportbundes Württemberg-Hohenzollern e. V. im Jahre 1946, erschien auch erstmals das Verbandsmagazin Der Sport.
Seit Januar 2009 ist das Verbandsorgan in das Magazin Sport in BW integriert, das von den drei Sportbünden – dem Württembergischen Landessportbund, dem Badischen Sportbund Nord und dem Badischen Sportbund Freiburg – sowie dem Landessportverband Baden-Württemberg gemeinsam herausgegeben wird. Hierbei haben sich die vier Sportorganisationen auf ein gemeinsames Konzept geeinigt, welches sowohl Themen des Sports des jeweiligen Sportbunds berücksichtigt als auch baden-württembergische Themen behandelt.
In 16 Ausgaben pro Jahr werden im Magazin Sport in BW Ankündigungen und Berichte der Fachverbände, Sportkreise und Vereine, der Württembergischen Sportjugend und des WLSB veröffentlicht. Ein besonderer Schwerpunkt liegt dabei auf dem Service für Vereinsfunktionäre und Sportler. Steuerrechtliche Tipps von Experten und dem VereinsServiceBüro, beispielhafte Aktionen aus den Sportvereinen und Verbänden sowie Gesundheitstipps finden sich ebenso in Sport in BW wie Ausschreibungsformulare, Erinnerungen an wichtige Termine oder Statistiken aus dem Sport in Württemberg.